# Consultative Committee for Space Data Systems
Das Consultative Committee for Space Data Systems (CCSDS) (deutsch: „Beratendes Komitee für Datensysteme in der Raumfahrt“) mit Sitz in Washington, D.C. ist eine internationale Organisation, in der sich die führenden Weltraumorganisationen zusammenfanden. Die Aufgabe des CCSDS ist die Ausarbeitung gemeinsamer Methoden des Datenverkehrs mit Raumfahrzeugen, Satelliten und Forschungssonden.
Das CCSDS wurde im Jahr 1982 auf Anregung einer gemeinsamen Arbeitsgruppe von NASA und ESA gegründet, die seit 1981 an gemeinsamen Kommunikationsprotokollen arbeitete. Eine immer weiter ausgebaute Zusammenarbeit zwischen den einzelnen Raumfahrtorganisationen und die erforderliche gegenseitige Nutzung von Infrastrukturen machte die Festlegung gemeinsamer Standards zwingend erforderlich. Eine besonders kritische Rolle spielt die Zusammenarbeit zwischen verschiedenen Organisationen während der Startphase von Raketen, wenn zur exakten Kursbestimmung Trackingstationen unterschiedlicher Betreiber in verschiedenen Weltregionen zusammenarbeiten müssen.

## Rückblick
Die ersten Pioneer- und Explorer-Raumsonden haben ihre Telemetriedaten noch als einfache Abfolge von Sinusschwingungen gesendet, deren Frequenz sich proportional zum Messwert änderte, jedem einzelnen Messwert war ein Zeitschlitz zugewiesen, den ersten Zeitschlitz nahm immer ein Pilotton zur Synchronisation ein. Dieses einfache Zeitmultiplexverfahren genügte den Anforderungen schon bald nicht mehr. Die neueren Verfahren und die zunehmende internationale Zusammenarbeit brachte die heutige Bedeutung der CCSDS zustande.

## SCID – Durchnummerierung der Raumfahrzeuge
So wird heute jedem Raumfahrzeug eine eigene, von der CCSDS vergebene Nummer zugewiesen, die auch Bestandteil der standardisierten Datenblöcke ist, die zwischen den Bodenstationen und dem Raumfahrzeug ausgetauscht werden, ebenso standardisierte Zeit- und Positionsangaben. Die Nummer des Raumfahrzeugs (SCID – Spacecraft IDentification genannt) wurde von ursprünglich 8 Bits (0..255) auf zwei Nummernkreise mit 10 Bits (0..1023) erweitert. Die Version (2 Bits) des Nummernkreises wird der Nummer selbst vorangestellt. Einer der vier möglichen Nummernkreise ist noch gar nicht zugewiesen.
Verwaltet werden die Nummern zentral für alle beteiligten Weltraumorganisationen beim World Data Center for Satellite Informations (WDC SI) im Goddard Space Flight Center (GSFC) der NASA in Greenbelt (Maryland).

### Aufbau
Der eigentlichen Nummer ist eine aus zwei Bits bestehende Gruppierung der SCID als Versionsnummer vorgeschaltet, sie legt den Nummernkreis fest. 00 = erster Nummernkreis mit 10-Bit-Nummern, 01 = Nummernkreis mit 8-Bit-Nummern, 10 = zweiter Nummernkreis mit 10 Bits, 11 = nicht vergeben. Beides zusammen – Version und SCID – bildet die GSCID (Global Spacecraft Identification).

### Beispiele
- Die Ariane 5 hat für alle Raketen eine einheitliche Nummer, es befindet sich ja immer nur eine Rakete kurzzeitig im Flug. Hier ist die 8-Bit-Nummer 1Ah (0001 1010) vergeben.
- Die Space Shuttles hatten 10-Bit-Nummern.

OV-103 (Discovery) die 1D3h (01 1101 0011)
OV-104 (Atlantis) die 1D4h (01 1101 0100)
OV-105 (Endeavour) die 1D5h (01 1101 0101)
Nicht zugewiesen sind die Nummern für OV-101 (Enterprise), die nie für den Raumflug konzipiert war und die verunglückten OV-99 (Challenger) und OV-102 (Columbia).
- Die Internationale Raumstation (ISS) hat sogar mehrere Nummern für die verschiedenen Module zugewiesen bekommen, beispielsweise 117h (01 0001 0111) für das Modul Columbus.

## Zeitformate
Im Blue Book 301.0-B-4 sind die unterschiedlichsten Zeitformate definiert, hier die wichtigsten:
- CUC = CCSDS Unsegmented Time Code
- CDS = CCSDS Day segmented Time Code
- CCS = CCSDS Calendar segmented Time Code
- CCS ASCII = CCS in ASCII-Darstellung

Das CUC-Format ist ein reines binäres Zählformat, in dem eine 32-bit lange vorzeichenlose Binärzahl die Sekunden seit einem bestimmten Zeitpunkt angibt. Dem Wert können noch Sekundenbruchteile als Binärwert folgen, hierzu sind diverse Unterformate definiert.
Mit diesem Format können etwa 136 Jahre abgedeckt werden. Es gibt unterschiedliche Startpunkte – bei der NASA gebräuchlich ist der 1. Januar 1958.
Der CUC-Wert wird im Raumfahrzeug direkt aus der Mission Elapsed Time abgeleitet.
Das Blue Book 301.0-B wurde in der ersten Fassung im Jahr 1987 eingesetzt. Momentan gilt die vierte Fassung aus dem Jahr 2010.

## Veröffentlichungen
- Blue Books – Empfohlene Normen und Anforderungen
- Magenta Books – Empfohlene Prozeduren
- Green Books – Informelle Berichte
- Orange Books – Experimentelle Spezifikationen
- Yellow Books – Allgemeine Berichte
- Silver Books – Veraltete Normen, Anforderungen und Berichte

Ein Großteil der Veröffentlichungen ist im Internet als PDF-Dokument verfügbar.

### Entwickelte Standards (Auswahl)
- CCSDS Advanced Orbiting System (AOS)
- Audit and Certification of Trustworthy Digital Repositories (TRAC)
- CCSDS File Delivery Protocol (CFDP)
- CCSDS Image Compression standard
- Open archival information system (OAIS) - Referenzmodell für Langzeitarchivierungsysteme für digitale Daten
- Producer Archive Interface Methodology Abstract Standard (PAIMAS)
- Producer-Archive Interface Specification (PAIS)
- Proximity-1 Space Link Protocol
- Space Link Extension Services (SLE)
- Solar System Internet
- Space Communications Protocol Specifications (SCPS) - ersetzt durch Solar System Internet (SSI) suite[4]
  - Space Communications Protocol Specifications - File Protocol (SCPS-FP) - historisch
  - Space Communications Protocol Specifications - Transport Protocol SCPS-TP - noch kommerziell genutzt[5]
  - Space Communications Protocol Specifications - Security Protocol SCPS-SP - historisch
  - Space Communications Protocol Specifications - Network Protocol SCPS-NP - historisch
- Telemetry Channel Coding - historisch
- XML Telemetric and Command Exchange (XTCE)

## Beteiligte Organisationen
Es gibt verschiedene Wege, auf denen eine Zusammenarbeit mit der Organisation möglich ist. Es gibt drei Ebenen mit abgestuften Rechten und Pflichten: Mitglieder, Beobachter und Assoziierte.

### Vollmitglieder
Mitte 2017 hatte die Organisation 11 Vollmitglieder: Mitglieder sind staatliche Organisationen oder staatsnahe Organisationen, die einen angemessenen Beitrag zu den Aktivitäten leisten. Nur jeweils ein Mitglied kann einen Staat oder eine multinationale Organisation repräsentieren. Alle Mitglieder müssen sich an die Beschlüsse halten und ihr Bestes tun, um die Beschlüsse umzusetzen, indem sie ihre eigenen Standards an die von der CCSDS empfohlenen Standards anpassen. Mitglieder müssen Delegierte zu den technischen Arbeitsgruppen abstellen. Alle Mitglieder sind dazu aufgerufen, Entwürfe und Positionen in Sachfragen in den Arbeitsgruppen vorzubringen. Die Mitgliedsorganisationen haben alleine das Stimmrecht bei den beiden Versammlungen im Jahr.
- Agenzia Spaziale Italiana (ASI), Italien
- Canadian Space Agency (CSA), Kanada
- Centre national d’études spatiales (CNES), Frankreich
- China National Space Administration (CNSA), VR China
- Deutsches Zentrum für Luft- und Raumfahrt (DLR), Deutschland
- European Space Agency (ESA), Europa
- Instituto Nacional de Pesquisas Espaciais (INPE), Brasilien
- Japan Aerospace Exploration Agency (JAXA), Japan
- National Aeronautics and Space Administration (NASA), USA
- State Space Corporation (Roskosmos), Russische Föderation
- UK Space Agency (UKSA), Großbritannien

### Beobachter
Mitte 2017 gab es 31 Beobachterorganisationen:
Ein CCSDS Beobachter ist eine staatliche oder staatsnahe Organisation, die die Aktivitäten der CCSDS auf einer niedrigeren Ebene unterstützen. Beobachterorganisationen werden dazu ermutigt, die empfohlenen Standards umzusetzen, müssen aber nicht unbedingt die eigenen Standards anpassen. Beobachter können, müssen aber nicht eigene Vorschläge und Positionen in die Arbeitsgruppen einbringen. Abgesandte der Beobachterorganisationen können als technische Experten teilnehmen. Es gibt keine Begrenzung, wie viele nationale oder multinationale Organisationen als Beobachter mitwirken können.
- Austrian Space Agency (ASA), Österreich
- Belgian Federal Science Policy Office (BFSPO), Belgien
- Central Research Institute of Machine Building (TsNIIMash), Russische Föderation
- Forschungsinstitut für Bahnverfolgungs- und Kommunikationstechnik der Hauptabteilung Satellitenstarts, Bahnverfolgung und Steuerung (CLTC/BITTT), China
- Chinesische Akademie der Wissenschaften (CAS), China
- Chinesische Akademie für Weltraumtechnologie (CAST), China
- Commonwealth Scientific and Industrial Research Organization (CSIRO), Australien
- Danish National Space Center (DNSC), Dänemark
- Departamento de Ciência e Tecnologia Aerospacial (DCTA), Brasilien
- Electronics and Telecommunications Research Institute (ETRI), Korea
- European Organization for the Exploitation of Meteorological Satellites (EUMETSAT), Deutschland
- European Telecommunications Satellite Organization (EUTELSAT), Frankreich
- Geo-Informatics and Space Technology Development Agency (GISTDA), Thailand
- Hellenic National Space Committee (HNSC), Griechenland
- Indian Space Research Organization (ISRO), Indien
- Institute of Space Research (IKI), Russland
- Korea Aerospace Research Institute (KARI), Korea
- Ministry of Communications (MOC), Israel
- Muhammad-bin-Raschid-Raumfahrtzentrum (MBRSC), Vereinigte Arabische Emirate
- National Institute of Information and Communications Technology (NICT), Japan
- National Oceanic and Atmospheric Administration (NOAA), USA
- National Space Agency of the Republic of Kazakhstan (Kazcosmos) (NSARK), Kasachstan
- National Space Organization (NSPO), Taiwan
- Naval Center for Space Technology (NCST), USA
- Research Institute for Particle & Nuclear Physics (KFKI), Ungarn
- South African National Space Agency (SANSA), Südafrika
- Space and Upper Atmosphere Research Commission (SUPARCO), Pakistan
- Swedish Space Corporation (SSC), Schweden
- Swiss Space Office (SSO), Schweiz
- The Scientific and Technological Research Council of Turkey (TUBITAK), Türkei
- United States Geological Survey (USGS), USA

### Assoziierte Organisationen
Mitte 2017 sind 106 assoziierte Organisationen registriert. Assoziierte Organisationen sind wissenschaftliche oder industrielle Körperschaften, die es ermöglichen, den Entscheidungsprozess mitzuverfolgen und möglicherweise die Standards zu beeinflussen. Es handelt sich dabei um Hersteller, die Produkte oder Dienstleistungen für die Raumfahrt liefern, Forschungseinrichtungen und Universitäten.
Assoziierte können in Arbeitsgruppen teilnehmen und bei der Entwicklung der Standards mitwirken, wenn ein Vollmitglied oder eine unterstützende Beobachterorganisation diesem ausdrücklich zustimmt. Assoziierte können ebenso Entwürfe oder Positionspapiere über ihr unterstützendes Mitglied oder ihre Beobachterorganisation einbringen. Generell soll der Unterstützer und der kommerzielle Assoziierte aus dem gleichen Land stammen. Multinationale Organisationen z. B. ESA können Assoziierte aus jedem Land unterstützen, das Anteil an der unterstützenden Organisation hat.

## Standorte von Deep-Space-Antennen
Für den Betrieb verschiedener Weltraummissionen wurden häufig die Antennen verschiedener Agenturen zugleich beteiligt. Für manche Missionen ist der Einsatz von Antennen einer anderen Agentur unumgänglich. Eine besonders enge Zusammenarbeit besteht zwischen dem DSN der NASA und dem ESTRACK Netzwerk der ESA. Zusammenarbeit geschieht aber auch zwischen den anderen Agenturen fallweise auf der Grundlage von Verträgen für einzelne Missionen. Die Zusammenarbeit mehrerer Agenturen bei einer Mission bezieht sich nicht nur auf den Bau des Fahrzeugs, der Instrumente, der Startrakete, beim Start und bei der Auswertung der Ergebnisse, sondern häufig auch auf den Betrieb und die Kommunikation, die über CCSDS geregelt werden. Es besteht außerdem eine Übereinkunft zur kurzfristigen gegenseitigen Unterstützung in Notfällen zwischen den Agenturen. Einige Antennen sind für Radioastronomie gebaut worden, werden aber zeitweise auch für Weltraummissionen für den Downlink genutzt, üblicherweise haben diese keine Uplink-Möglichkeiten.
| Kashi |

| Jiamusi |

| Kunming |

| Miyun |

| Tianma |

| Lejano |

| Goldstone |

| Madrid |

| Canberra |

| New Norcia |

| Cebreros |

| Malargüe |

| Usuda |

| Uchinoura |

| Byalalu |

| Jewpatorija |

| Galjonki (Ussurijsk) |

| Medvezhi Ozera (Bear Lakes) |

| Weilheim |

| Effelsberg |

| VLA |

| Jodrell Bank |

| Sardinia RT |

| Parkes |

| Green Bank |

| Goonhilly |

Die Zusammenarbeit umfasst auch die Trackingeinrichtungen für die Verfolgung von Raketenstarts in niedriger Höhe und das Satellitentracking mit kleineren Antennen, die weit verstreut über die Erde bestehen und teilweise auch kommerziell betrieben werden. Diese Trackingstationen mit kleineren Antennen sind in der Karte nicht verzeichnet.